# Ariel Mancilla
Ariel Milton Mancilla Barrientos (12 de mayo de 1991) es un atleta de wushu chileno.  

## Carrera
Mancilla empezó a practicar wushu en la edad de catorce. Compitió en el Campeonato Mundial de Wushu de 2013 a 2019 y su mejor resultado fue en 2015 cuando terminó en el 9.º lugar para el gunshu masculino, la primera vez Chile terminó entre los diez primeros. En 2013, Mancilla compitió en los Juegos Mundiales en Cali, Colombia, y ganó la medalla plata en changquan masculino.  Mancilla también ganó medallas en el Campeonato Panamericano de Wushu de 2012 y 2016.